# 塞巴斯蒂安·比德拉克
塞巴斯蒂安·比德拉克（德語：Sebastian Biederlack，1981年9月16日—），德国男子曲棍球运动员。他曾代表德国参加2004年和2008年夏季奥林匹克运动会曲棍球比赛，获得一枚金牌和一枚铜牌。